# Альбер Пахімі Падакі
Альбер Пахімі Падакі (15 листопада 1966 , Пала ) — державний і політичний діяч Чаду. 
Прем'єр-міністр Чаду (2016-2018; з 2021).
Народився в Пале у листопаді 1966 року. 
Здобув ступінь магістра публічного права та диплом юридичного факультету Університету Нджамени
. 
В 1990-х був міністром фінансів 
,
а потім міністром торгівлі, доки не був звільнений президентом Ідріс Дебі у листопаді 1997 року за прогул; він раптово відвідав урядові будівлі та звільнив Альбера Пахімі Падаке разом з двома іншими міністрами за відсутність на роботі без поважної причини 
. 
У лютому 2001 Альбер Пахімі Падаке став державним секретарем з фінансів 
, 
8 квітня 2001 року став міністром гірничодобувної промисловості, енергетики та нафти 
. 
У серпні 2001 року став міністром без портфеля 
, 
обіймаючи цю посаду до червня 2002 
.
У квітні 2002 року був обраний до парламенту Чаду на парламентських виборах як кандидат від Національного руху за демократію в Чаді у виборчому окрузі Пала в департаменті Майо-Даллах
. 
Червень 2002 — серпень 2005 член Економічного співтовариства країн Центральної Африки. 
7 серпня 2005 був призначений міністром сільського господарства
.
У травні 2006 року був кандидатом у президенти від Національного руху за демократію в Чаді на президентських виборах
, 
на яких посів третє місце з 7,82% голосів 
. 
29 травня, невдовзі після оголошення остаточних результатів, привітав Ідріса Дебі з перемогою на виборах 
. 
Основні опозиційні партії не брали участь у виборах, заявивши, що вони були сфальсифіковані.
4 березня 2007 року був призначений міністром юстиції
. 
23 квітня 2008 був призначений на посаду міністра пошти, інформаційних технологій та зв'язку  
. 
13 лютого 2016 року Ідріс Дебі призначив Альбера Пахімі Падаке прем'єр-міністром
..
Брав участь у президентських виборах 2021 року та посів друге місце з 10,32 % голосів
.
26 квітня 2021 року Альбер Пахімі Падаке призначений головою уряду перехідного періоду.
13 березня 2024 року Альберт Пахімі Падаке був висунутий своєю партією Національне об’єднання за демократію в Чаді (RNDT-Le Réveil) кандидатом на президентських виборах 6 травня 2024 року..